# Calle de los Mancebos

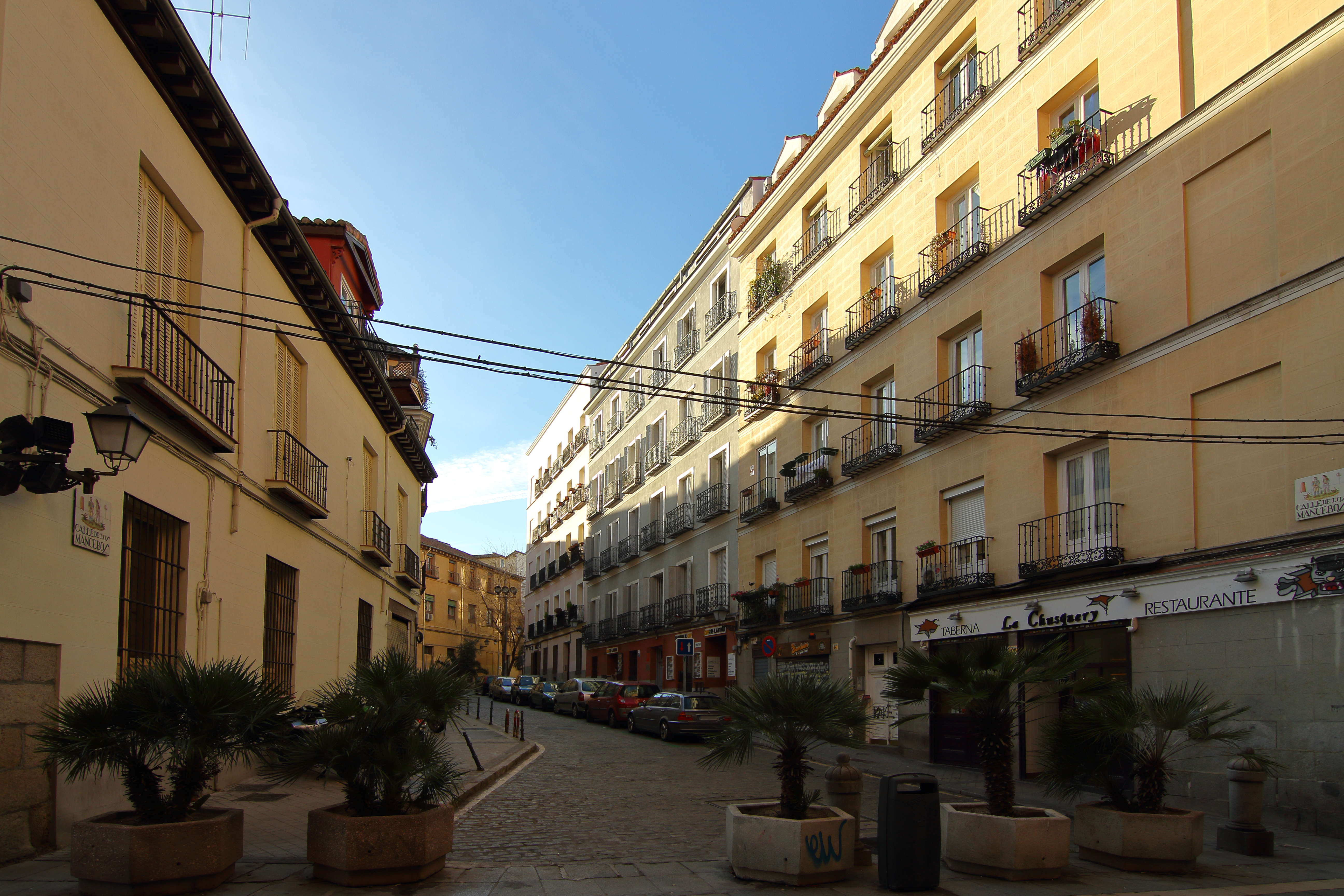
Calle de los Mancebos, desde la Costanilla de San Andrés

La calle de los Mancebos es una vía pública del barrio de Palacio en la ciudad española de Madrid. En su breve recorrido hace un anguloso recodo partiendo hacia el oeste desde la Costanilla de San Andrés en su reunión con la plaza de los Carros, y doblándose hacia el norte hasta llegar a la calle de la Morería. En su trazado incluye un ramal conocido como calle Angosta de los Mancebos, que saliendo de la calle madre acaba en la de Bailén. Sin nombre en el plano de Texeira de 1656, sí figura como calle de los dos Mancebos en el de Espinosa (1769), pero referido solo al tramo inicial, hasta la calle de la Redondilla, tomando luego el de calle del Estudio Viejo el tramo que acaba en la calle de la Morería.

## Historia
La noticia más antigua que se tiene de esta calle, o del espacio que ocupa, data de 1518 por el pleito que el Concejo de Madrid tuvo con Pedro Lasso que quería extender su casa y finca vecina a toda esta zona. Lasso de Castilla aparece también asociado al origen del nombre de la calle, como dueño del palacio en cuya torre estuvieron presos dos jóvenes acusados de haber atentado contra la vida de Enrique I de Castilla (muerto en Palencia al caerle en la cabeza una teja del palacio episcopal). La crónica, legendaria, añade que fueron degollados en esa torre y sepultados en la iglesia de San Andrés ante la virgen de la Minerva.
Otro posible origen, también legendario, habla de los doce mancebos que servían de criados al marqués de Villafranca y cuyas habitaciones en el vecino palacio daban a esta calle. La torre, acastillada y suntuosa, fue derribada junto con el resto del palacio en 1816.
Del trazado sinuoso de esta calle se hace eco Mesonero Romanos cuando en su descripción del barrio de la Morería madrileño lo describe así: 

«Lo estrecho, tortuoso y laberíntico de aquellas callejuelas, Real de la Morería, del Granado, del Yesero, de los Mancebos, del Aguardiente, del Toro, de la Redondilla, etc.; los rápidos desniveles del suelo, la caprichosa y estudiada falta de alineación en las casas, y los restos que aún quedan de algunas de ellas, que han resistido al poder del tiempo hasta nuestros días, están evidentemente demostrando su origen arábigo, como las calles de Toledo, Granada, Sevilla y otras muchas de nuestras ciudades principales...
Ramón de Mesonero Romanos (1861)

## Vecinos
En el número 12 nació el fotógrafo Alfonso Sánchez Portela, en 1902.